# Italischer Helm mit Stirnkehlung Typ Filottrano
Ein Italischer Helm mit Stirnkehlung Typ Filottrano ist eine Schutzwaffe aus Italien.

## Beschreibung
Ein Italischer Helm mit Stirnkehlung Typ Filottrano besteht in der Regel aus Bronze und Eisen. Die Helmglocke ist konisch gearbeitet. Der untere Helmteil ist verbreitert und zu einem Nacken- und einem Augenschutz ausgetrieben. Der Nackenschutz verläuft zuerst nach unten, dann leicht nach hinten. Kurz über dem Augenschutz ist eine breite, vertiefte Rille eingearbeitet, die sich vom Vorderhelm zum Nackenschutz hin verbreitert. An beiden Helmseiten sind scheibenförmige Ohrenschilde angebracht, die an einem drehbaren Stift mit der Helmglocke verbunden sind. Dadurch können sie bei Bedarf auf- oder abgeklappt werden. Die Scheiben der Ohrenschilde sind mit kreisförmigen Mustern verziert und haben in der Mitte eine runde Erhebung. Helme dieser Art wurden im Gräberfeld von Filottrano/Italien am Anfang des 20. Jahrhunderts gefunden.